# Библиография Петра Ткачёва
Библиография Петра Никитича Ткачёва (1844—1886), русского литературного критика и публициста, идеолога народничества.

## Сочинения
- Ткачев, П. Н. Сочинения: в 2 т. — М.: Мысль, 1975—76. — 2 т.
- Ткачев, П. Н. Избранные сочинения: в 6 т. — М., 1932—37. — 6 т.
- Ткачев, П. Н. Избранные литературно-критические статьи. — М.; Л., 1928.
- Ткачев, П. Н. Кладези мудрости российских философов / Вступ. статья, составление, подготовка текста и примечания Б. М. Шахматова. — М.: Правда, 1990. — (Из истории отечественной философской мысли. Приложение к журналу «Вопросы философии»).
- Ткачев, П. Н. Открытое письмо господину Фридриху Энгельсу
- Ткачев, П. Н. Активное меньшинство и власть России — М.: Родина, 2024.